# Guillermo Campos
Guillermo Campos (* 5. Juli 2001) ist ein mexikanischer Leichtathlet, der sich auf den Hürdenlauf spezialisiert hat.

## Sportliche Laufbahn
Erste internationale Erfahrungen sammelte Guillermo Campos bei den 2021 erstmals ausgetragenen Panamerikanischen Juniorenspielen in Cali, bei denen er in 14,05 s die Bronzemedaille im 110-Meter-Hürdenlauf hinter dem Ecuadorianer Marcos Herrera und Jhon Paredes aus Kolumbien gewann und über 400 Meter Hürden im Vorlauf nicht ins Ziel kam. Zudem gewann er mit der mexikanischen 4-mal-400-Meter-Staffel in 3:08,85 min die Bronzemedaille hinter den Teams aus Ecuador und Brasilien und gelangte mit der 4-mal-100-Meter-Staffel mit 41,55 s auf Rang vier. Im Jahr darauf gewann er bei den Zentralamerika- und Karibikspielen in San Salvador in 49,55 s die Silbermedaille im 400-Meter-Hürdenlauf hinter dem Salvadorianer Pablo Andrés Ibáñez. Im November belegte er dann bei den Panamerikanischen Spielen in Santiago de Chile in 50,10 s den sechsten Platz über 400 Meter Hürden und gewann mit der 4-mal-400-Meter-Staffel in 3:04,22 min gemeinsam mit Luis Avilés, Edgar Ramírez und Valente Mendoza die Silbermedaille hinter dem brasilianischen Team. Bei den World Athletics Relays 2024 in Nassau gelangte er im 2. Qualifikationsrennen über 4-mal 400 Meter für die Olympischen Spiele mit 3:03,47 min auf Rang drei im A-Lauf. Kurz darauf gewann er bei den Ibero-Amerikanischen Meisterschaften in Cuiabá in 49,27 s die Silbermedaille über 400 Meter Hürden hinter dem Portugiesen Mikael de Jesus und siegte mit der Staffel in 3:05,73 min.
2022 wurde Campos mexikanischer Meister im 110-Meter-Hürdenlauf sowie in der Mixed-Staffel über 4-mal 400 Meter sowie 2023 im 400-Meter-Hürdenlauf.

## Persönliche Bestleistungen
- 400 Meter: 46,50 s, 4. Juni 2022 in Morelia
- 110 m Hürden: 13,98 s (0,0 m/s), 21. Mai 2022 in Mexiko-Stadt
- 400 m Hürden: 49,27 s, 11. Mai 2024 in Cuiabá